# 二階堂行方
二階堂 行方（にかいどう ゆきかた）は、鎌倉時代前期から中期にかけての武士。鎌倉幕府評定衆。6代将軍・宗尊親王の御所中雑事奉行。

## 略歴
建永元年（1206年）、二階堂行村の子として誕生。建長元年（1249年）の引付設置と共に引付衆、建長4年（1252年）、宗尊親王を迎えるために京へ上る。建長5年（1253年）12月、4番引付頭人となるこのとき頭人となったのは、北条政村、北条朝直、北条時章と得宗家周辺の北条一門だけであり、実務官僚としての二階堂行方の地位の高さが窺える。
正元元年（1259年）9月に評定衆となり、弘長3年（1263年）7月5日に御所中雑事奉行を中原師連に交替。同年10月8日病を得て湯治をしていたが文永元年（1264年）12月10日に出家して道照と名乗った。『吾妻鏡』の当該時期には敬称としての「和泉前司」の他に「行方」と実名表記されている記事が多数見られること、同様に表記されている者に目上の者が居ないことなどから、この時期の『吾妻鏡』は、二階堂行方の筆録をベースにしていると見られている。
文永4年（1267年）6月8日、死去。